# Claudio López
Claudio Javier López (Río Tercero, Córdoba, Argentina, 17. srpnja 1974.) je argentinski umirovljeni nogometni napadač. 
Postao je poznat po nadimku "El Piojo", što znači "uš". 
Uz još je poznat po svojoj brzini, driblerskim sposobnostima i ubojitom završnom udarcu.

## Trofeji
Valencia C.F.
- Copa del Rey: 1998./99.
- Supercopa de España: 1999.

 S.S. Lazio
- Coppa Italia: 2003./04.
- Supercoppa Italiana: 2000.

 Club América
- Primera División de México: Clausura 2005.
- CONCACAF Liga prvaka: 2006.
- Campeón de Campeones: 2004./2005.

## Vanjske poveznice
- Statistika u Guardianu  Arhivirana inačica izvorne stranice od 1. svibnja 2009. (Wayback Machine)
- Profil i statistika Claudia Lópeza u Football Database
- (šp.) Racingova klupska službena stranica
- (šp.) Argentine Primera - statistika